# Sacaba
Sacaba – miasto w Boliwii, w departamencie Cochabamba, w prowincji Chapare.